# Difros

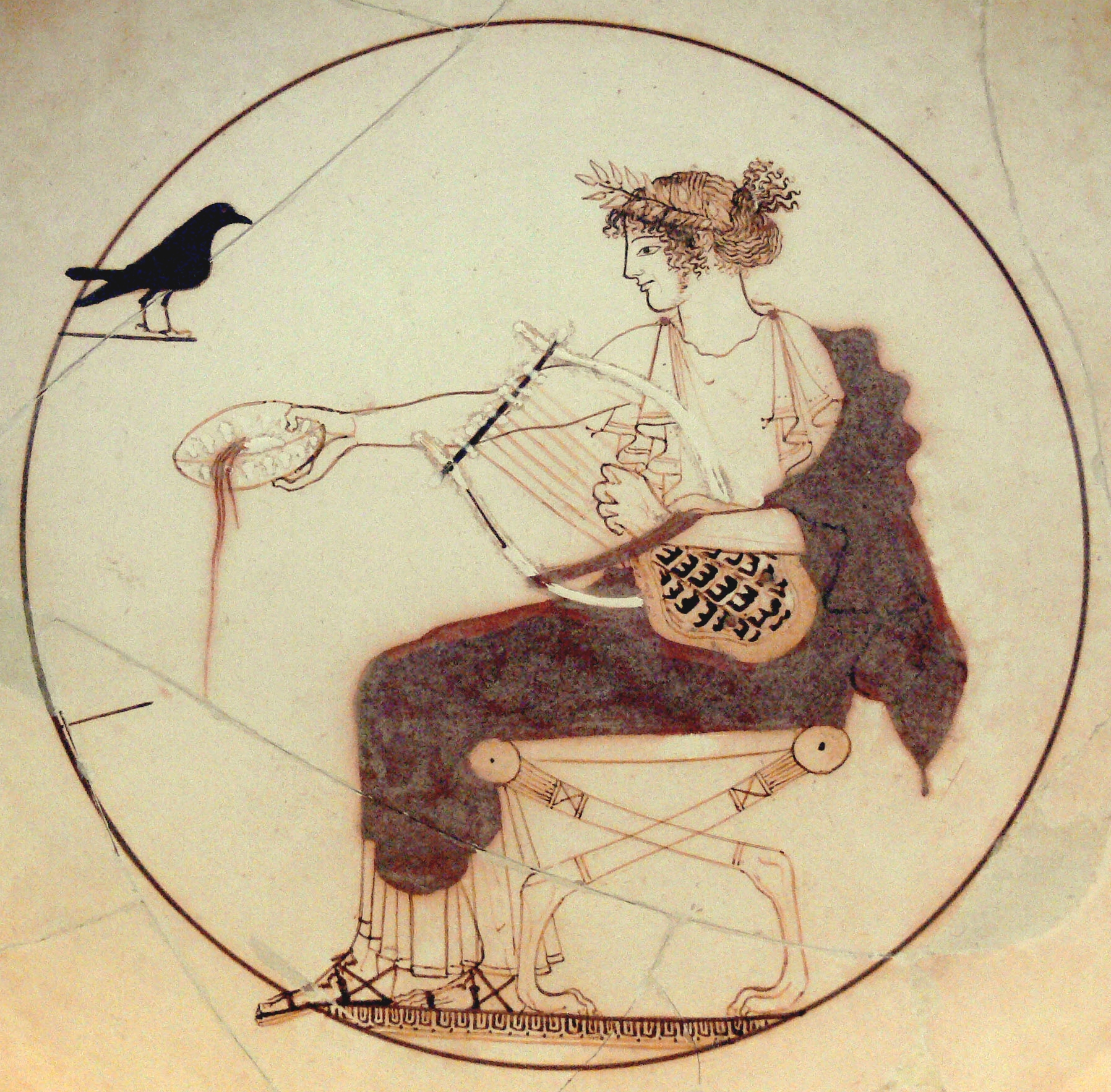
Apolo sentado en un difros. Tondo de un kílix ático de fondo blanco, del Pintor de Pixtoneno, h. 480 a. C. Museo Arqueológico de Delfos.

Difros (en griego Δίφρος) era en la Antigua Grecia un taburete sin respaldo y con cuatro patas. Era fácilmente transportable y por lo tanto de uso común. Las primeras representaciones se encuentra en la cerámica del periodo geométrico.
Los dioses aparecen sentados en difros en el friso oriental del Partenón. Las mujeres los usaban en su casa (oikos).
El difros plegable se denominaba δίφρος ὀκλαδίας, diphros okladias, como el de la imagen de la derecha.

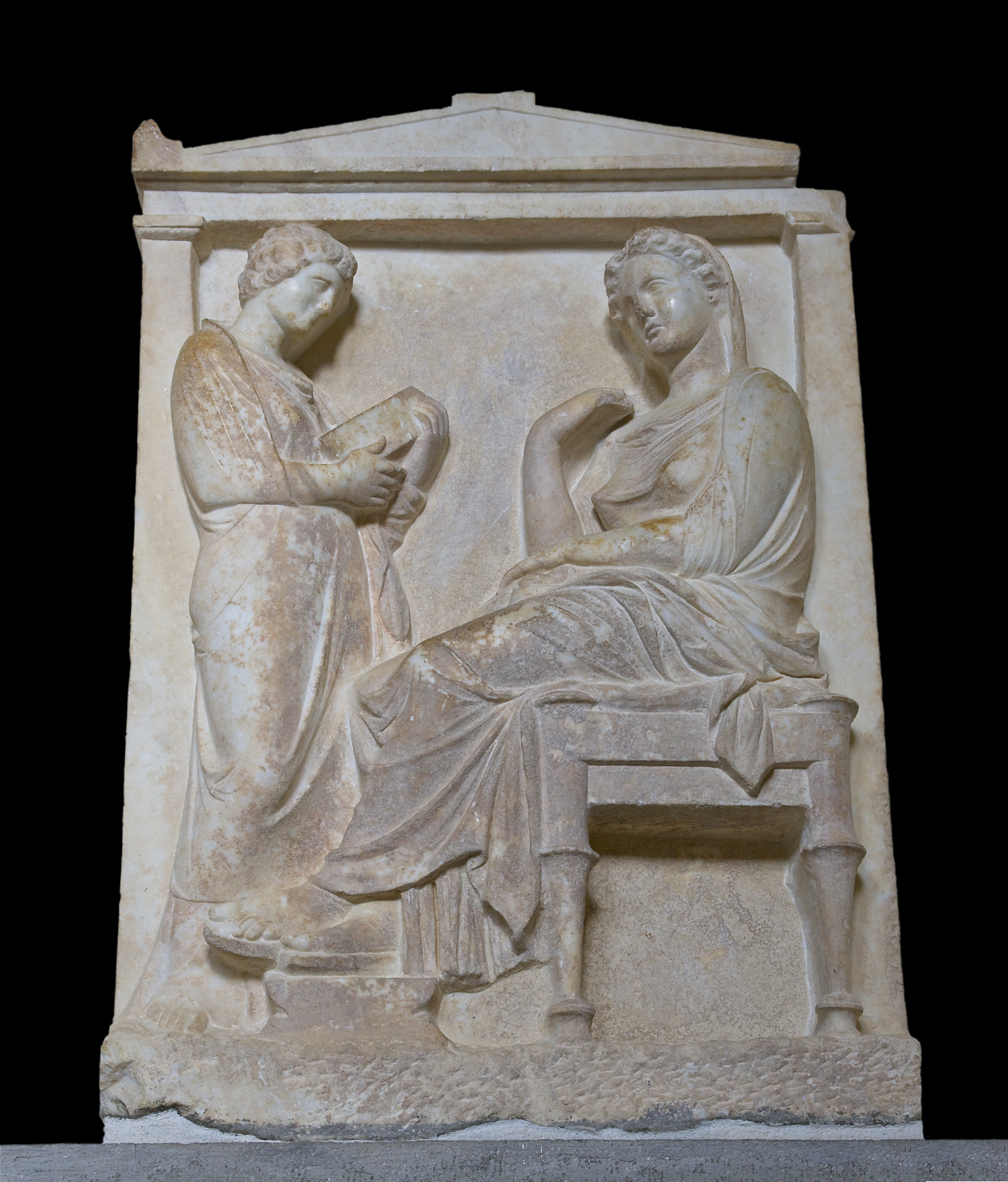

- [nota 1]